# Stellaria diversiflora
Stellaria diversiflora är en nejlikväxtart som beskrevs av Carl Maximowicz. Stellaria diversiflora ingår i släktet stjärnblommor, och familjen nejlikväxter. Inga underarter finns listade i Catalogue of Life.

## Bildgalleri

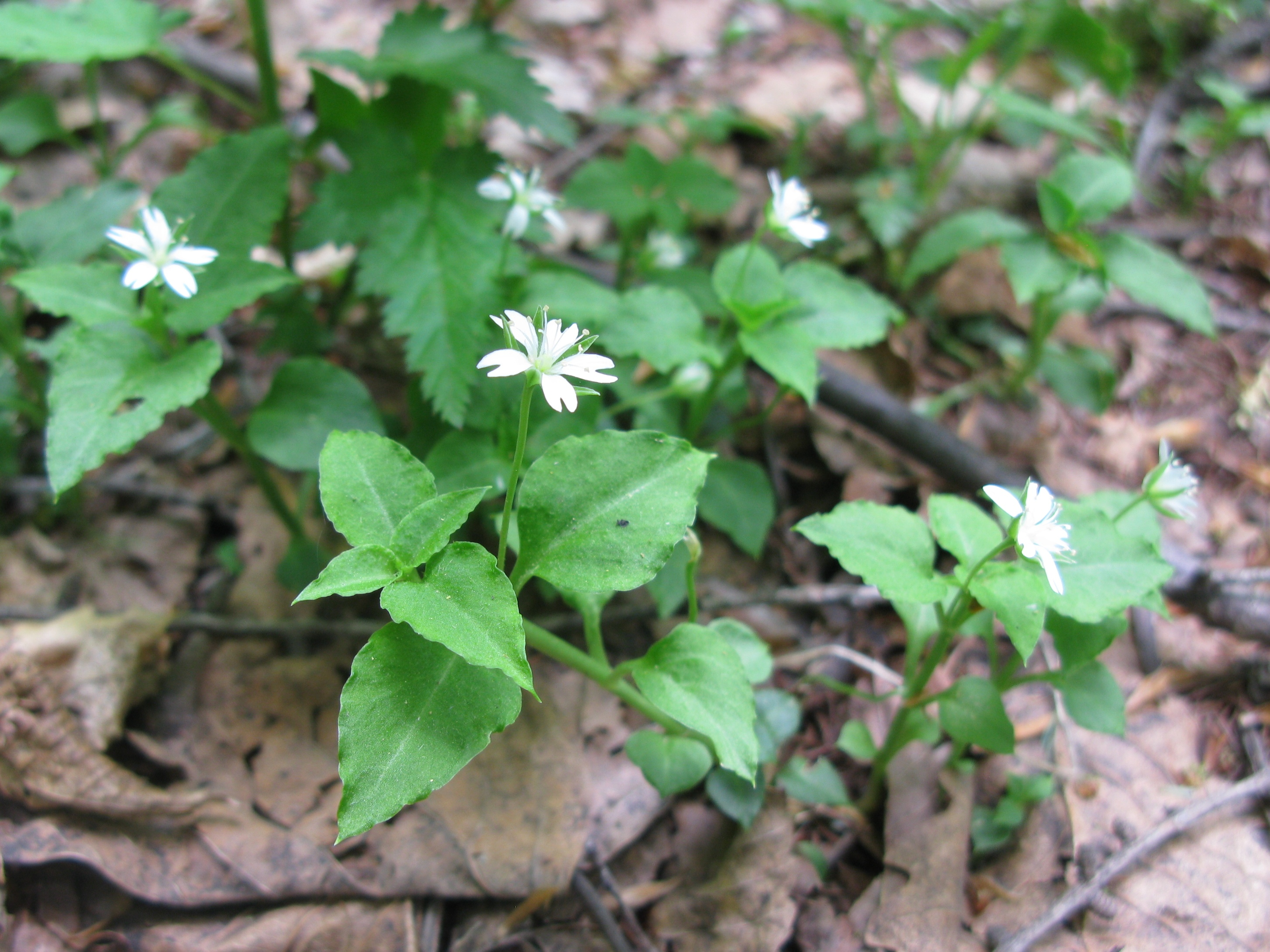
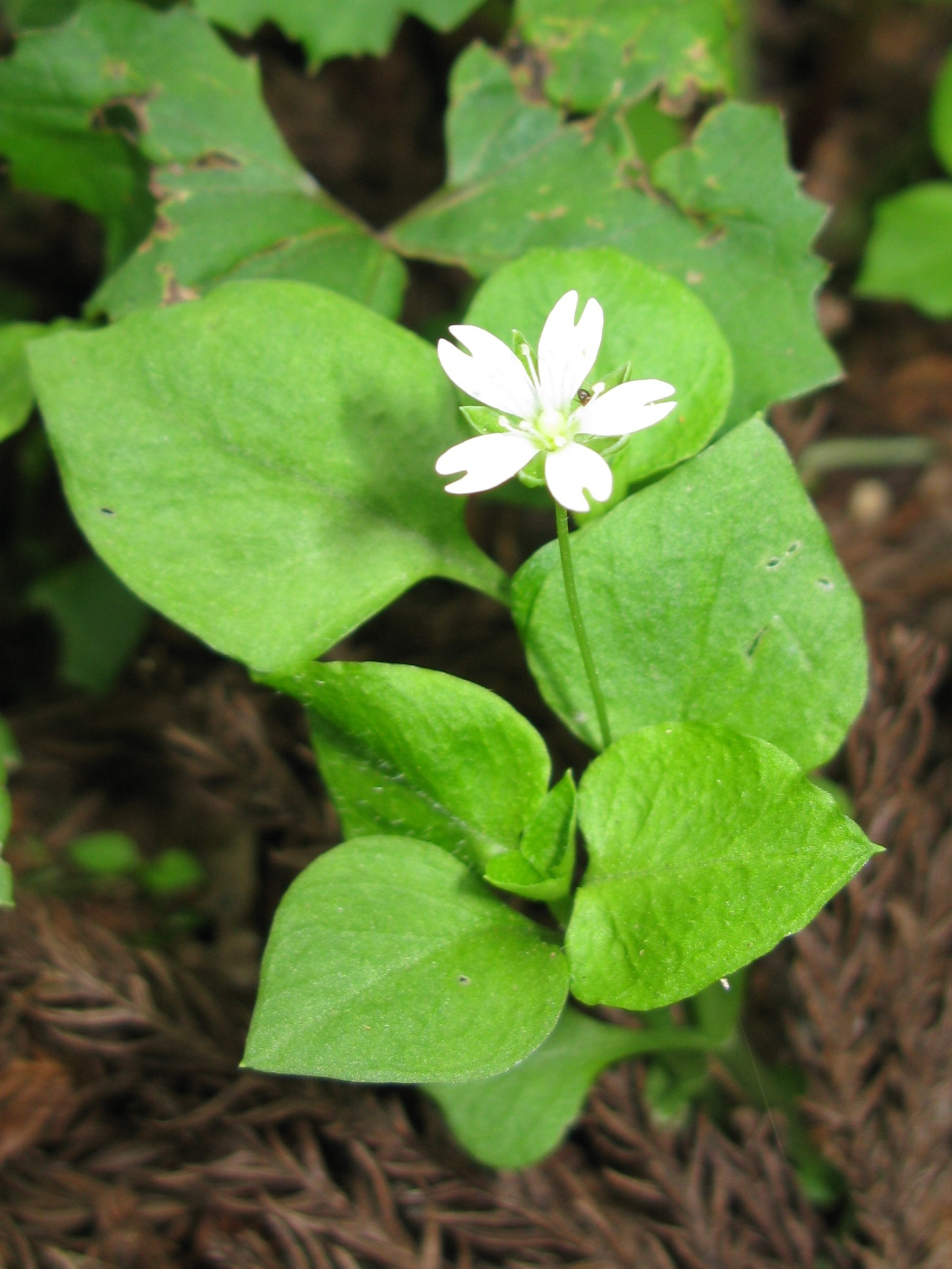